# Ponera (zoologia)
Ponera Latreille, 1802  è un genere di formiche della sottofamiglia Ponerinae.

## Descrizione
Il genere è molto simile ai generi Cryptopone, Hypoponera e Pachycondyla.

## Tassonomia
Il genere è composto da 59 specie viventi e da 6 specie fossili.
- Ponera affinis Jerdon, 1850
- Ponera alisana Terayama, 1986
- Ponera alpha Taylor, 1967
- Ponera augusta Taylor, 1967
- Ponera bableti Perrault, 1993
- Ponera baka Xu, 2001
- Ponera bawana Xu, 2001
- Ponera bishamon Terayama, 1996
- Ponera borneensis Taylor, 1967
- Ponera chapmani Taylor, 1967
- Ponera chiponensis Terayama, 1986
- Ponera clavicornis Emery, 1900
- Ponera coarctata (Latreille, 1802)
- Ponera colaensis Mann, 1921
- Ponera diodonta Xu, 2001
- Ponera elegantissima Meunier, 1923 †
- Ponera elegantula Wilson, 1957
- Ponera exotica Smith, 1962
- Ponera guangxiensis Zhou, 2001
- Ponera hubeiensis Wang, W. & Zhao, 2009
- Ponera incerta (Wheeler, 1933)
- Ponera indica Bharti & Wachkoo, 2012
- Ponera japonica Wheeler, 1906
- Ponera Kohmoku Terayama, 1996
- Ponera leae Forel, 1913
- Ponera leptocephala Emery, 1891 †
- Ponera lobulifera Dlussky, 2009 †
- Ponera loi Taylor, 1967
- Ponera longlina Xu, 2001
- Ponera manni Taylor, 1967
- Ponera mayri Dlussky, 2009 †
- Ponera menglana Xu, 2001
- Ponera minuta Donisthorpe, 1920  †
- Ponera nangongshana Xu, 2001
- Ponera norfolkensis Wheeler, 1935
- Ponera oreas Wheeler, 1933
- Ponera paedericera Zhou, 2001
- Ponera pennsylvanica Buckley, 1866
- Ponera pentodontus Xu, 2001
- Ponera petila Wilson, 1957
- Ponera pianmana Xu, 2001
- Ponera pumila Jerdon, 1851
- Ponera rishen Terayama, 2009
- Ponera ruficornis Spinola, 1851
- Ponera scabra Wheeler, 1928
- Ponera selenophora Emery, 1900
- Ponera shennong Terayama, 2009
- Ponera sinensis Wheeler, 1928
- Ponera swezeyi Wheeler, 1933
- Ponera syscena Wilson, 1957
- Ponera sysphinctoides Bernard, 1950
- Ponera szaboi Wilson, 1957
- Ponera szentivanyi Wilson, 1957
- Ponera taipingensis Forel, 1913
- Ponera taiyangshen Terayama, 2009
- Ponera takaminei Tarayama, 1996
- Ponera tamon Terayama, 1996
- Ponera taylori Bharti & Wachkoo, 2012
- Ponera tenuis Emery, 1900
- Ponera testacea Csosz, 2003
- Ponera wheeleri Dlussky, 2009 †
- Ponera woodwardi Taylor, 1967
- Ponera xantha Xu, 2001
- Ponera xenagos Wilson, 1957
- Ponera yuhuang Terayama, 2009

In Italia sono presenti solo Ponera coarctata e Ponera testacea.